# Phostria stygialis
Phostria stygialis là một loài bướm đêm trong họ Crambidae.